# Ghiacciaio Wallis
Il ghiacciaio Wallis è un ghiacciaio lungo circa 37 km situato sulla costa di Pennell, nella regione nord-occidentale della Dipendenza di Ross, in Antartide. In particolare, il ghiacciaio, il cui punto più alto si trova a circa 1700 m s.l.m., ha origine nella parte settentrionale dei monti dell'Ammiragliato, in particolare da una zona a nord del punto di incontro della dorsale Dunedin e della catena Dubridge, e da qui fluisce in direzione nord-ovest fino a unire il proprio flusso a quello dei ghiacciai Nash e Dennistoun per poi gettarsi in mare a est di capo Scott.

## Storia
Il ghiacciaio Wallis è stato mappato per la prima volta dallo United States Geological Survey grazie a fotografie scattate dalla marina militare statunitense (USN) durante ricognizioni aeree e terrestri effettuate nel periodo 1960-63, e così battezzato dal Comitato consultivo dei nomi antartici in onore del sergente dell'USN Nathaniel Wallis, morto nello schianto del Douglas C-124 Globemaster II di cui si trovava a bordo avvenuto nelle vicinanze del ghiacciaio nel 1958 .